# Phyllalia ochrina
Phyllalia ochrina är en fjärilsart som beskrevs av Embrik Strand 1911. Phyllalia ochrina ingår i släktet Phyllalia och familjen Eupterotidae. Inga underarter finns listade i Catalogue of Life.